# 철인 (2009년 영화)
《철인》(鐵人, Iron Men)은 중국에서 제작된 윤력 감독의 2009년 드라마 영화이다. 유엽 등이 주연으로 출연하였다.

## 출연

### 주연
- 유엽
- 황보

### 조연
- 우강(중국어판)
- 이몽남
- 바이징
- 마소
- 장둬
- 호명
- 유영생
- 사맹위
- 서량

## 기타
- 출품인: 장강
- 출품인: 임중륜
- 녹음: 관수신
- 녹음: 정춘우
- 미술: 로월림
- 미술: 여맥다